# Anđela Frančić
Anđela Frančić (ur. 8 września 1961 w Prelogu) – chorwacka językoznawczyni. Zajmuje się językoznawstwem historycznym, onomastyką i normatywistyką.
W 1985 r. ukończyła studia na Wydziale Filozoficznym Uniwersytetu Zagrzebskiego. W 1992 r. uzyskała stopień magistra. Doktoryzowała się w 1999 r. W 2002 r. została zatrudniona na tejże uczelni. Objęła stanowisko profesora zwyczajnego.
Jest autorką bądź współautorką szeregu książek oraz około stu prac naukowych, przede wszystkim z zakresu onomastyki, teorii języka standardowego i językoznawstwa historycznego.
Jej działalność spotkała się z krytyką. Część lingwistów zarzuciło Anđeli Frančić brak warsztatu naukowego, puryzm, promowanie preskryptywizmu oraz subiektywnych idei poprawności naukowej, uznanych za nieugruntowane we współczesnej wiedzy lingwistycznej.

## Wybrana twórczość
- Normativnost i višefunkcionalnost u hrvatskome standardnom jeziku (współautorstwo, 2005)[4]
- Kultura hrvatskog jezika (2008)
- Jazik horvatski: Jezične raščlambe starih hrvatskih tekstova (współautorstwo, 2009)
- Pregled povijesti, gramatike i pravopisa hrvatskoga jezika (współautorstwo, 2013)